# Extrema esquerra

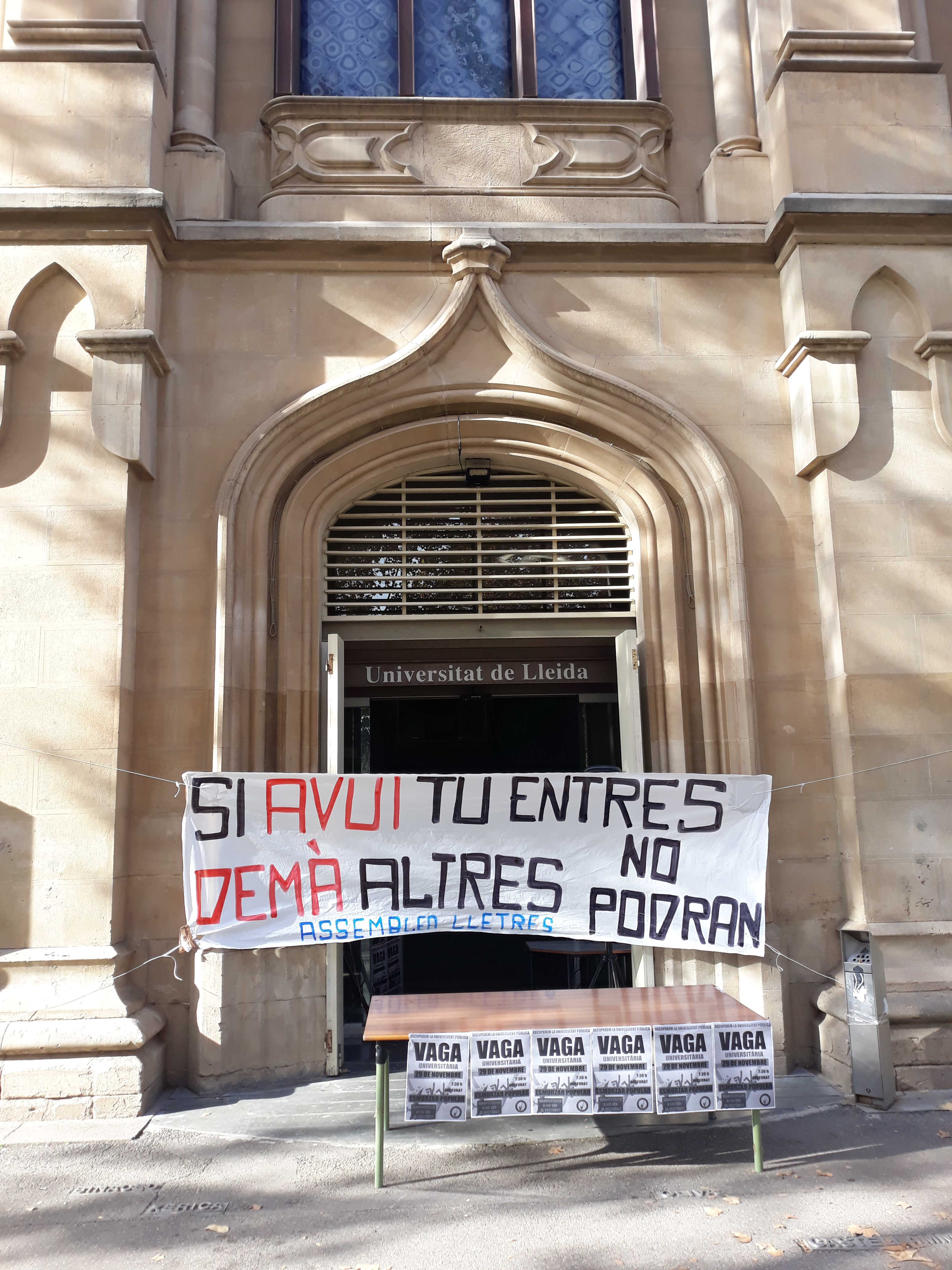
La Universitat de Lleida en vaga el 29N de 2018

El terme extrema esquerra es fa servir per a descriure els moviments polítics situats més a l'esquerra dels partits socialistes i partits comunistes tradicionals, és a dir, els moviments revolucionaris que advoquen per l'abolició del capitalisme, situats a l'esquerra dels moviments reformistes d'esquerra i de l'esquerra antiliberal.